# Carlo Galeffi
Carlo Galeffi (Malamocco, 4 giugno 1884 – Roma, 22 settembre 1961) è stato un baritono italiano.

## Biografia
Allievo prima di Giovanni Di Como e in seguito di Enrico Sbriscia, nel 1903 debuttò a soli diciannove anni al Teatro Quirino di Roma in Lucia di Lammermoor.
La grande occasione gli si presentò al Teatro Adriano di Roma nel 1907, quando sostituendo Pasquale Amato in Aida ottenne un grande successo. Cantò al Metropolitan di New York nel 1910, a Chicago nel periodo 1919-21 e in tutti i principali teatri europei e sudamericani. Debutta al Teatro alla Scala il 26 ottobre 1912 in Don Carlo iniziando un sodalizio con il teatro milanese che durò fino al 1940. Fu il primo Fanuel in Nerone di Arrigo Boito e il primo Manfredo ne L'amore dei tre re di Italo Montemezzi. Partecipò alle prime assolute di tre opere di Pietro Mascagni: Amica, Parisina e Isabeau. Fu anche il primo Amfortas italiano e il primo Gianni Schicchi europeo. Particolarmente noto per le sue interpretazioni di Rigoletto, Nabucco, Simon Boccanegra, Renato, Posa, Galeffi fu rinomato baritono verdiano. Celeberrimo Rigoletto di lui Franco Abbiati scrisse: "Qualcosa di tragico, di tragicamente scespiriano si impossessava di lui quando rivestiva i panni dello sciancato buffone del Duca di Mantova (...) Grande indimenticabile artista, non voce d'oro, ma di fuoco.". Voce straordinariamente ricca, estremamente personale e riconoscibile tra mille, valorizzata da una tecnica di fonazione perfetta, Lauri-Volpi la descriveva così: "Era impossibile, infatti, ascoltare una voce più rotonda e espansiva: si dilatava nella sala come se fosse composta di infiniti corpuscoli vibranti che avanzassero a ventaglio e invadessero l'atmosfera fino ad occuparla totalmente." "Voce verdiana per antonomasia: sferica, vellutata, patetica e, a un momento dato, insurrezionale e tonante, da dare l'impressione di una voce plurima. Per quanto pensi a quelle che oggi vanno per la maggiore, non una può compararsi alla voce monumentale di Galeffi."
Nella lunghissima carriera, durata quasi mezzo secolo, interpretò una sessantina di ruoli affermandosi come baritono nobile e "aristocratico" dal timbro tendenzialmente chiaro, in contrapposizione all'affermarsi della scuola verista. Dal 1955 al 59 insegnò canto presso il conservatorio di musica di Ankara.
"La voce che ci giunge dai suoi dischi è probabilmente, a causa delle manchevolezze dell'incisione, una fotografia sbiadita dell'originale. Ma la tecnica, lo stile, le modulazioni, il fraseggio, l'accento costituiscono un esempio al quale ci si dovrebbe rifare quasi obbligatoriamente."
Fu iniziato in Massoneria nella Loggia La Concordia di Firenze il 15 febbraio 1923.

## Repertorio
| Ruolo                   | Titolo                  | Autore      |
| ----------------------- | ----------------------- | ----------- |
| Mefistofele             | La dannazione di Faust  | Berlioz     |
| Escamillo               | Carmen                  | Bizet       |
| Fanuel                  | Nerone                  | Boito       |
| Enrico Ashton           | Lucia di Lammermoor     | Donizetti   |
| Carlo Worms             | Germania                | Franchetti  |
| Cristoforo Colombo      | Cristoforo Colombo      | Franchetti  |
| Carlo Gérard            | Andrea Chénier          | Giordano    |
| Valentin                | Faust                   | Gounod      |
| Tonio/Taddeo            | Pagliacci               | Leoncavallo |
| Douglas                 | Guglielmo Ratcliff      | Mascagni    |
| Capitan Spaventa        | Le maschere             | Mascagni    |
| Rinaldo                 | Amica                   | Mascagni    |
| Cornelio                | Isabeau                 | Mascagni    |
| Nicolò d'Este           | Parisina                | Mascagni    |
| Athanaël                | Thaïs                   | Massenet    |
| Nélusko                 | L'africana              | Meyerbeer   |
| Manfredo                | L'amore dei tre re      | Montemezzi  |
| Orfeo                   | Orfeo                   | Monteverdi  |
| Don Giovanni            | Don Giovanni            | Mozart      |
| Boris Godunov           | Boris Godunov           | Musorgskij  |
| Mosè                    | Mosè                    | Perosi      |
| Barnaba                 | La Gioconda             | Ponchielli  |
| Barone Vitellio Scarpia | Tosca                   | Puccini     |
| Jack Rance              | La fanciulla del West   | Puccini     |
| Michele                 | Il tabarro              | Puccini     |
| Gianni Schicchi         | Gianni Schicchi         | Puccini     |
| Figaro                  | Il barbiere di Siviglia | Rossini     |
| Jochanaan               | Salomè                  | Strauss     |
| Nabucco                 | Nabucco                 | Verdi       |
| Rigoletto               | Rigoletto               | Verdi       |
| Conte di Luna           | Il trovatore            | Verdi       |
| Giorgio Gérmont         | La traviata             | Verdi       |
| Simon Boccanegra        | Simon Boccanegra        | Verdi       |
| Renato                  | Un ballo in maschera    | Verdi       |
| Don Carlo di Vargas     | La forza del destino    | Verdi       |
| Don Rodrigo di Posa     | Don Carlo               | Verdi       |
| Amonasro                | Aida                    | Verdi       |
| Federico di Telramondo  | Lohengrin               | Wagner      |
| Amfortas                | Parsifal                | Wagner      |

## Incisioni

### Fonotipie Edison Amberol
- 30041 Edison Amberol blu - Carlo Galeffi - Pagliacci Prologo - 1911
- 30043 Edison Amberol - Carlo Galeffi - Germania (Franchetti) Feriot, prigioniero - 1911
- 30046 Edison Amberol - Carlo Galeffi - Il Trovatore Il balen del suo sorriso - 1911
- 28115 Edison Amberol e Edison Amberol blu - Carlo Galeffi - La Traviata Di Provenza - 1912
- 28134 Edison Amberol - Carlo Galeffi - Pagliacci Prologo - 1913

### 78 giri Columbia

#### Dischi doppi
- D 18012 - Il Barbiere di Siviglia Largo al factotum - Faust Dio possente
- D 18011 - Rigoletto Pari siamo - Rigoletto Cortigiani vil razza - Nota (Il Pari siamo è stato riversato da una fonotipia Columbia del 1926 GQX 10149 (Matrix: BX66))
- D 18053 - Rigoletto Duetto Sparafucile-Rigoletto (con il basso Dominici) - Rigoletto Introduzione e ballata (con A. Granda e G. Nessi)
- D 18055 - Rigoletto Cortigiani vil razza - Rigoletto Compiuto pur anco... Vendetta (con il soprano M. Gentile)
- D 18056 - Rigoletto E l'ami... La donna è mobile (con M. Gentile, A. Granda) - Rigoletto Ah inseparabile
- D 18057 - Rigoletto Pari siamo - Rigoletto Ella mi fu rapita (tenore A. Granda)
- D 18013 - Ernani O sommo Carlo (con Coro) - Un Ballo in maschera Eri tu (ristampato successivamente GQX 10151)
- D 18051 - Il Trovatore Terzetto finale Atto 1º (con Arangi-Lombardi e F. Merli) - Rigoletto Duetto Sparafucile-Rigoletto (con E.Dominici)
- D 18052 - Aida Rivedrai le foreste Parte 1^ - Aida Rivedrai le foreste Parte 2^
- D 12526 - I Pagliacci Prologo Parte 1^ - I Pagliacci Prologo Parte 2^
- D 12527 - Carmen Toreador (con Coro) - Aida Quest'assisa ch'io vesto
- D 12490 - Andrea Chenier Un dì m'era di gioia - Cavalleria Rusticana Gli aranci olezzano (Coro)
- D 12489 - Ernani Oh! de' verd'anni miei - Il Trovatore Il balen del suo sorriso
- D 12590 - Guglielmo Ratcliff (Mascagni) E sempre il vecchio andazzo - La Sonnambula Prendi l'anel ti dono (tenore Dino Borgioli)
- D 10150 - Faust "Dio possente" - Il Barbiere di Siviglia "Largo al Factotum"
- GQX 67589 - La Traviata Pura siccome un angelo Parte 1^ - Dite alla giovine Parte 2^ (con M. Capsir) (Dall'incisione completa della Traviata) - Disco per gli USA

#### Opere complete
- Andrea Chenier - Marini, Bruna Rasa, Galeffi, Masetti Bassi, Conti, Baccaloni, Baracchi, Nessi, Villa - Dir. L. Molajoli - Orchestra e Coro della Scala di Milano - Studio - Columbia Dischi 78 giri GQX 10106/10118, in 13 dischi doppi, venduti a Lire 325;
- La Traviata - Capsir, Cecil, Galeffi, Nessi, Baccaloni, Baracchi - Orchestra e Coro della Scala di Milano - Dir. Molajoli - 15 dischi 78 giri (dal D 14479 al D 14493) - Venduti a 525 Lire con due eleganti album gratis (1929), a rate mensili Lire 600;
- Pagliacci - Merli, Galeffi, Pampanini, Nessi, Vanelli - Dir. L. Molajoli - Orchestra e Coro della Scala di Milano - Studio, 1930 - Columbia Dischi doppi 78 giri GQX 10016/10024 (venduti a Lire 225) e Ristampa Preiser Records (1 CD).

### Altri 78 giri
- Victrola 6484-B - Boito - Nerone Non resistete al malvagio - Nerone V'amai dal dì che il cuor - 12.. USA
- ORFEO 29001 C - Il Trovatore Di Provenza Il Mare, Il Suol - Il Barbiere di Siviglia "Largo al Factotum" (direttore R. Zamboni) (da registrazioni Columbia).